# Landesagentur für Energie und Klimaschutz
Die Landesagentur für Energie und Klimaschutz (abgekürzt LENK) wurde am 1. August 2020 als zentrale Kompetenz- und Anlaufstelle der Bayerischen Staatsregierung für Fragen rund um die Themen Klimaschutz und Energiewende gegründet. Sie ist angesiedelt beim Bayerischen Landesamt für Umwelt, einer nachgeordneten Behörde. Die LENK mit Sitz in Regensburg handelt demnach im Namen und Auftrag des Freistaats Bayern, wenn sie Kommunen oder staatliche Stellen sowie Bürgerinnen und Bürger informiert, bei der Umsetzung der Energiewende und der Erreichung der bayerischen Klimaziele unterstützt und sie für diese Themen begeistert.

## Organisation und Leitung
Die LENK befindet sich in der TechBase Regensburg. Sie wurde im Dezember 2019 von den Wirtschafts‑ und Umweltministern Hubert Aiwanger und Thorsten Glauber initiiert. Ziel war es, die Aktivitäten im Bereich Energiewende und Klimaschutz auf Landesebene besser zu koordinieren und zu stärken.
Am 1. August 2020 hat die LENK ihre operative Arbeit aufgenommen. Sie verbindet die drei Bereiche Energie, Klima und Kommunikation und wird seit Beginn geleitet von Dr.-Ing. Ulrich Buchhauser. Die Fachaufsicht über die LENK haben das Bayerische Staatsministerium für Wirtschaft, Landesentwicklung und Energie (StMWi) und das Bayerische Staatsministerium für Umwelt und Verbraucherschutz (StMUV).

## Aufgaben und Arbeitsfelder
Die LENK hat den offiziellen Auftrag, die Umsetzung der politischen Vorgaben zur Energiewende und der Klimaschutzoffensive in Bayern voranzutreiben, in dem sie vor allem die Kommunen bei der Umsetzung ebenjener Vorgaben unterstützt. Zu ihren Kernaufgaben gehören:
- Koordination der Energiewende-Aktivitäten aller staatlichen Institutionen auf Landesebene

- Vernetzung' von Verwaltung, Politik, Verbänden, Kommunen, Energieagenturen und Zivilgesellschaft
- Durchführung landesweiter Informations‑ und Akzeptanzmaßnahmen  für die bayerische Bevölkerung
- Beratung von Kommunen und Behörden bei der Entwicklung und Umsetzung von Klimaschutzmaßnahmen, zur Umsetzung der kommunalen Wärmeplanung sowie der klimaneutralen Staatsverwaltung

- Monitoring und Umsetzung  des Bayerischen Klimaschutzgesetzes[6] und Organisation des Bayerischen Klimaschutzpreises[7]

- Entwicklung, bzw. Bereitstellung'  digitaler Plattformen und Werkzeuge (z. B. Wärmewende‑Portal Zukunftskompass Wärme  oder   kommunaler Wertschöpfungsrechner oder  Bayern-macht-Wind )
- hauseigenes Vernetzungs- und Veranstaltungsformat  unter dem Dach der  LENK KOMMUNity .

## Projekte

### LENK KOMMUNity
Mit dem Veranstaltungs- und Vernetzungsangebot LENK KOMMUNity unterstützt die LENK Bayerns Kommunen bei ihrem Engagement für Energiewende und Klimaschutz. Die mehr als 2.000 Gemeinden, Städte und Landkreise im Freistaat können sich durch die LENK KOMMUNity vernetzen und sowohl Fachwissen als auch Erfahrungen austauschen. Dafür bietet die LENK regelmäßig Online- und Vor-Ort-Veranstaltungen an, wie Sprechstunden, Dialoge oder das bayernweite Netzwerktreffen für kommunale Akteure im Energie- und Klimabereich.

### Bayerischer Klimaschutzpreis
Seit 2021 verleiht der Bayerische Staatsminister für Umwelt und Verbraucherschutz jährlich den Bayerischen Klimaschutzpreis an Projekte, die sich in Bayern um den Schutz des Klimas oder die Anpassung an die Auswirkungen des Klimawandels besonders verdient gemacht haben. Die Auszeichnung beinhaltet ein Preisgeld, einen Imagefilm sowie eine nachhaltige Skulptur. Teilnahmeberechtigt sind private, kommunale wie auch kommerzielle Initiativen, unabhängig von ihrer Größe. Die LENK organisiert den Wettbewerb.

### Klimaschule Bayern
Das Programm "Klimaschule Bayern" des Bayerischen Staatsministerium für Unterricht und Kultus (StMUK) und dem Bayerischen Staatsministerium für Umwelt und Verbraucherschutz (StMUV) unterstützt Schulen dabei, Klimaschutz und Nachhaltigkeit ganzheitlich im Schulalltag zu verankern – ob mit Projekten zum Energiesparen, bei der Begrünung des Pausenhofs oder durch Klimabildung im Unterricht. Die LENK unterstützt das Programm fachlich.

### Windkümmerer
Um den Ausbau der Windenergie anzuschieben, rief das Bayerische Staatsministerium für Wirtschaft, Landesentwicklung und Energie Ende 2019 die Windenergieoffensive AUFWIND mit den Windkümmerern  ins Leben. Zusätzlich finden sich Angebote für Kommunen und Privatpersonen  um das Thema Windenergie im Energie-Atlas Bayern. Koordiniert werden die Windkümmerer® von der LENK.

### Kommunale Wärmeplanung
Im Auftrag des Freistaats Bayern ist die LENK erste Informationsanlaufstelle für die bayerischen Kommunen und unterstützt diese durch Wissensvermittlung, Materialbereitstellung und Netzwerkarbeit bei der kommunalen Wärmeplanung. So fördert sie die Energiewende, eine effiziente Ressourcennutzung und die Lebensqualität vor Ort.

### Zukunftskompass Wärme
Die Online-Plattform Zukunftskompass Wärme der LENK bündelt Informationen zur Wärmewende sowie zur kommunalen Wärmeplanung nach dem Wärmeplanungsgesetz in Bayern für Kommunen, Bauherrinnen und -herren sowie Projektverantwortliche. Sie bietet Entscheidungshilfen und zeigt Best-Practice-Beispiele und Unterstützungsangebote zu Themen wie Bauen, Sanieren, Heizen oder Förderungen.

### Kom.EMS classic
Allen bayerischen Kommunen, die ein nachhaltiges Energiemanagement-System einrichten möchten, stellt die LENK das kostenlose Online-Tool Kom.EMS classic zur Verfügung. Die unkomplizierte Schritt-für-Schritt-Anleitung mit diversen Arbeitshilfen bietet kommunalen Verwaltungen Unterstützung bei der systematischen Einführung, Bewertung, Optimierung und Verstetigung ihres Energiemanagements der eigenen Liegenschaften.

### Klimaneutrale Staatsverwaltung
Gemäß Artikel 3 und 4 des Bayerischen Klimaschutzgesetzes sollen die Behörden und Einrichtungen der unmittelbaren bayerischen Staatsverwaltung ihre Treibhausgasemissionen verringern und bis zum Jahr 2028 klimaneutral sein. Für die bayerischen Staatsministerien gilt dieses Ziel bereits seit 2023. Die LENK hilft der Staatsregierung und den unmittelbar nachgeordneten Behörden der Staatsverwaltung dabei, ihren gesetzlichen Auftrag wahrzunehmen und klimaneutral zu werden: Zum einen stellt die LENK den Ministerien und Behörden insbesondere geeignete Werkzeuge zur Erfassung, Bilanzierung und Monitoring von Treibhausgasen zur Verfügung und unterstützt bei Fachfragen zum Bilanzierungsstandard. Zum anderen gleicht sie die noch nicht vermiedenen Emissionen mittels Kompensationszertifikate aus. Diese Aufgabe wird zusammen mit anderen Stellen im LfU bearbeitet.

### Natürlicher Klimaschutz und Kohlenstoffsenken
Die LENK unterstützt Kommunen und den Freistaat Bayern bei der Gestaltung und Umsetzung ihrer Klimaschutzziele. Sie bündelt Informationen zu Kohlenstoffsenken und natürlichen Klimaschutzmaßnahmen und bereiten diese verständlich und anwendbar auf.

## Partnerschaften
Als Kompetenz- und Beratungsstelle der Bayerischen Staatsregierung koordiniert die LENK die bayerischen Aktivitäten für Energiewende und Klimaschutz und vernetzt alle nachgeordneten staatlichen Institutionen mit Verbänden und weiteren externen Akteuren.
Zu den wichtigsten Partnereinrichtungen gehören (in alphabetischer Reihenfolge):
- Bayerische Bezirksregierungen:  Oberbayern, Niederbayern, Oberpfalz, Oberfranken, Mittelfranken, Unterfranken und Schwaben

- Bayerische Energieagenturen
- Bayerischer Gemeindetag ,   Bayerischer Landkreistag ,  Bayerischer Städtetag
- Bayerische Klima-Allianz
- Bayern Innovativ
- Centrales Agrar-Rohstoff Marketing- und Energie-Netzwerk e.V. (C.A.R.M.E.N. e.V.)
- Klima-Zentrum am Bayerischen Landesamt für Umwelt (LfU)
- LandSchafftEnergie
- Ökoenegie-Institut Bayern
- Team Energiewende Bayern
- Technologie- und Förderzentrum (TFZ)
- Umwelt- und Klimapakt
- Zentrum Wasserstoff Bayern (H2.B)

## Offizielle Webseite
https://www.lenk.bayern.de
https://www.youtube.com/@lenk.bayern